# Saguinus pileatus
Tamarin à calotte rouge
Espèce
Statut CITES
Le Tamarin à calotte rouge (Saguinus pileatus) est une espèce de primate sud-américain de la famille des Cebidae.

## Autres noms
- anglais : Red-capped tamarin

## Taxonomie
Il est considéré comme une espèce distincte par Groves, comme une sous-espèce du Tamarin à moustaches (Saguinus mystax) par d’autres.

## Distribution
Ouest du Brésil, dans l’État d’Amazonie. À l’ouest jusqu’aux Rios Tefé puis Juruá, au nord jusqu’à l’Amazone, à l’est jusqu’au Rio Coari puis jusqu’au Rio Purús (au-dessous du Rio Tapauá) et au sud jusqu’au Rio Pauiní voire Rio Mamoriá. Sa distribution s’intercale entre celles de S. m. mystax et S. m. pluto.

## Description
Corps noirâtre, dessus comme dessous. Pieds et mains noirs. Queue noire. Couronne et front roux bordeaux profond, coloration très distinctive par rapport aux formes S. mystax et S. pluto. Moustaches un peu moins grandes que celles de S. mystax et S. pluto. Aire génitale non pigmentée avec quelques poils blancs.

## Locomotion
Il est quadrupède.

## Comportements basiques
Il est diurne et arboricole.

## Alimentation
Frugivore-insectivore-exsudativore.